# Peruaans gambiet
Het Peruaans gambiet is in de opening van een schaakpartij een variant binnen het geweigerd damegambiet, welke valt onder ECO-code D50. het gambiet heeft de volgende beginzetten:
1. d4 d5
2. c4 (het damegambiet) e6 (geweigerd)
3. Pc3 Pf6
4. Lg5 c5
5. cxd5 Db6